# Oxymorphon
Oxymorphon ein halbsynthetisch hergestelltes Opioid, das als stark schmerzstillend wirkender Arzneistoff (Analgetikum) verwendet wird. Im Vergleich zu Morphin besitzt die Substanz eine etwa zehnmal so große Wirksamkeit.
Oxymorphon wird in der Akut- und Langzeit-Schmerztherapie bei starken bis sehr starken Schmerzen eingesetzt. Oxymorphon wurde von M. J. Lewenstein und U. Weiss entdeckt und am 10. September 1957 unter der Nummer US 2806033 in den Vereinigten Staaten patentiert und 1995 von der Arzneimittelzulassungsbehörde FDA zugelassen.

## Darreichungsformen
Fertigarzneimittel sind nur in den USA zugelassen, möglich ist die orale (Tabletten) wie auch parenterale Gabe (Injektionslösung). Arzneilich verwendet wird das Hydrochlorid des Oxymorphons (1 mg Oxymorphonhydrochlorid entspricht 0,89 mg Oxymorphonbase) mit 5 mg und 10 mg in schnell und 5 mg bis 40 mg in verlangsamt (retardiert) freisetzenden Tabletten. Letztere geben den Wirkstoff über etwa zwölf Stunden gleichmäßig ab.
In Deutschland fällt der Arzneistoff unter die Anlage II des BtMG, ist also verkehrs- aber nicht verschreibungsfähig.

## Medizinischer Einsatz
Oxymorphon wird zur Behandlung von starken bis stärksten Schmerzen in der Akut- und Langzeit-Schmerztherapie verwendet. Außerdem wird es bei operativen Eingriffen als Anästhetikum intravenös appliziert.
Wie auch alle anderen Opioide besitzt Oxymorphon ein primäres Abhängigkeitspotential. Neben seiner starken analgetischen Wirkung besitzt es auch eine starke euphorisierende und beruhigende Wirkung.
Retardierte (wirkungsverzögerte) Tabletten werden bei der Behandlung von chronischen Schmerzen verwendet, da der Wirkstoff ca. 12 Stunden lang gleichmäßig abgegeben wird. Dadurch muss der Patient nur zweimal pro Tag eine definierte Dosis einnehmen. Oxymorphon eignet sich zur Therapie von Tumorschmerzen und andere chronischen Schmerzen, zum Beispiel chronische Rückenschmerzen.
Nicht retardiertes Oxymorphon wird als schnellwirkendes Medikament zur Behandlung so genannter Durchbruchschmerzen bei Patienten verwendet, welche mit der Retardform behandelt werden.
Oxymorphon sollte wie auch andere Opioide erst verwendet werden, wenn nicht-Opioid-Analgetika oder schwächere Opioide nicht mehr ausreichend wirken. Zudem wird es auch wie Morphin, Levomethadon und Hydromorphon in der Veterinärmedizin zur Behandlung von Schmerzen eingesetzt.
Bei intravenöser Applikation tritt die Wirkung innerhalb von 10–60 Sekunden Schmerzlinderung ein; nach subkutaner oder intramuskulärer Applikation erfolgt dies nach etwa 5–8 min. Die nicht retardierte Tablettenform bewirkt nach etwa 30 min Schmerzfreiheit, die Retardform nach etwa 60 min. Die Analgesiedauer beträgt etwa 3–4 h bei nichtretardierten Formen und etwa 12 h bei der Retardform. Oxymorphon besitzt eine analgetische Potenz von 10:1, somit entsprechen 1,0 mg Oxymorphon in etwa der Potenz von 10 mg Morphin.

## Physikalische Eigenschaften
Oxymorphonhydrochlorid ist ein geruchloses, kristallines weißes Pulver. Ist es direkter Lichteinstrahlung länger ausgesetzt, so wird seine weiße Farbe dunkel. Dieser Effekt hat aber keine Auswirkung auf die analgetische Potenz. Ein Gramm Oxymorphonhydrochlorid löst sich in 4 ml Wasser. Es ist wenig löslich in Ethanol und Diethylether. Die Injektionslösung hat einen pH-Wert von 2,7–4,5.

## Struktur
Oxymorphon ist ein Morphin-Derivat; es leitet sich von dem Referenz-Opioid Morphin ab. Das Oxymorphon-Molekül besitzt – wie Morphin – fünf Ringe, wobei die C7-C8-Doppelbindung des Morphins (Ring C) im Fall des Oxymorphons entfällt.
Nomenklatur der Ringe:
- Ring A, aromatischer Ring
- Ring B, Cyclohexan-Ring
- Ring C, Cyclohexan-Ring
- Ring D, Piperidin-Ring
- Ring E, Tetrahydrofuran-Ring

Morphin-Grundgerüst

Oxymorphon ist, chemisch gesehen, wie auch sein Analogon Hydromorphon, ein Morphin-Keton. Es besitzt, wie Morphin, am 3. C-Atom eine Hydroxygruppe. Der Unterschied in der Molekül-Struktur besteht darin, dass Oxymorphon am 14. C-Atom eine zusätzliche OH-Gruppe und am 6. C-Atom eine Keto-Gruppe besitzt. Des Weiteren ist im Vergleich zu Morphin die Doppelbindung zwischen dem 7. und 8. C-Atom reduziert. Diese Modifikationen am Morphin-Grundgerüst führen zu einem Anstieg der analgetischen Potenz von 1 für Morphin zu 10 für das entstandene Oxymorphon. Wie auch bei Morphin und Hydromorphon hängt am Stickstoff des Piperidin-Ringes eine Methylgruppe.

## Herstellung

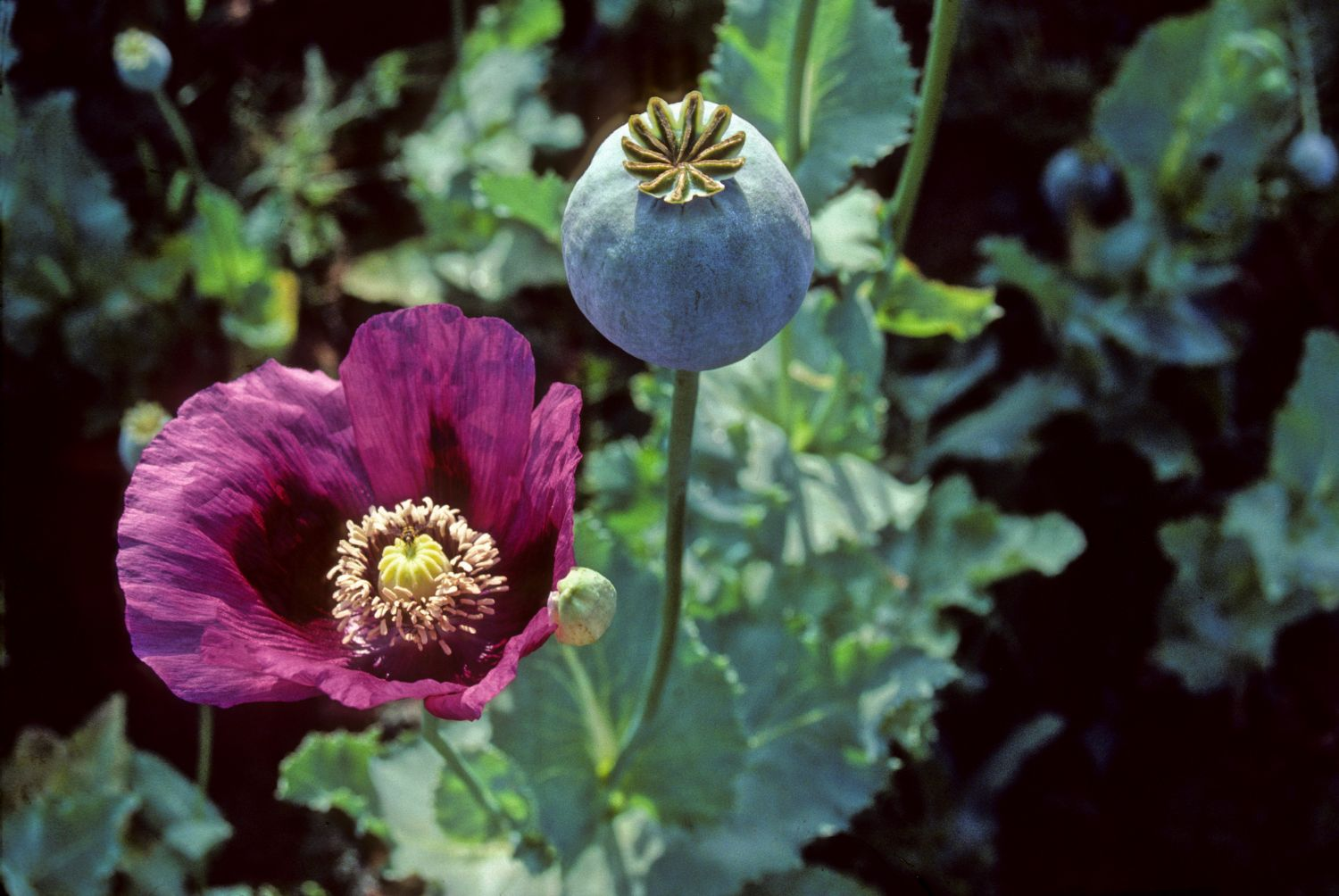
Schlafmohn, Papaver somniferum.

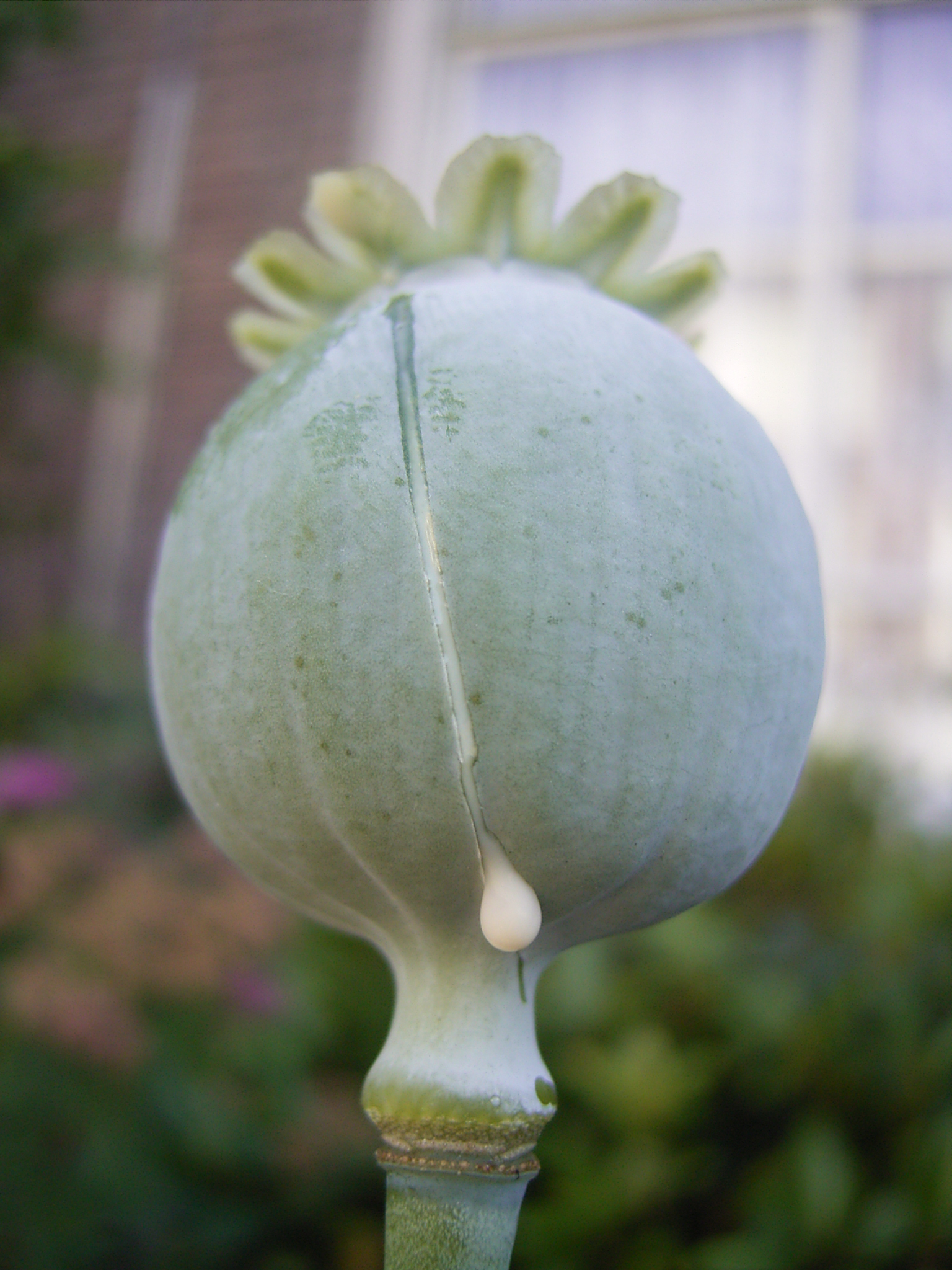
Durch Anritzen unreifer Samenkapseln gewonnener Milchsaft von Papaver somniferum liefert beim Trocknen Opium

Oxymorphon wird großtechnisch aus dem Opiat Thebain hergestellt. Da dieses im schwarzen Schlafmohn (Papaver somniferum) zu nur etwa 0,2–0,5 % vorkommt, wird Thebain aus dem orientalischen Schlafmohn (Papaver orientale) extrahiert, weil dieser etwa 3 % davon enthält.
Oxymorphon kann auch aus Morphin und Oxycodon synthetisiert werden. Es ist ein aktiver Metabolit bei der Metabolisierung des Opioids Oxycodon. Hierbei wird der Sauerstoff am 3. C-Atom des Oxycodon demethyliert. Allerdings ist Oxymorphon nur in geringer Konzentration nach Einnahme von Oxycodon im Blut vorhanden. Wichtige Derivate von Oxymorphon sind die Opioid-Antagonisten Naloxon und Naltrexon.

## Pharmakodynamik

### Analgetische Wirkung
Oxymorphon wirkt, wie auch endogene Opioidpeptide (Endorphine und Enkephaline), im zentralen Nervensystem. Die Wirkung beruht auf einer Bindung an spezifische Rezeptoren, den Opioid-Rezeptoren, die sowohl spinal (im Rückenmark) als auch supraspinal (im Gehirn) vorkommen. Der Unterschied zu den endogenen Opioiden besteht darin, dass die Wirkungen exogener Opioide, wie z. B. Morphin und Oxymorphon, um ein Vielfaches stärker sind.
Verantwortlich für eine Analgesie sind vor allem die µ-Opioidrezeptoren, aber auch die κ-Opioidrezeptoren. Oxymorphon weist eine hohe Rezeptoraffinität (hohe Passform zum Rezeptor) als auch eine hohe intrinsische Aktivität am µ-Opioidrezeptor auf, was die hohe analgetische Potenz bedingt. Durch die Bindung an die Opioidrezeptoren bewirkt Oxymorphon, wie andere Opioide auch, eine Konformationsänderung des Rezeptors einschließlich der daran gekoppelten G-Proteine. Daraus resultiert eine Öffnung postsynaptischer Kalium-Kanäle (Hyperpolarisation der Zellmembran) und eine Schließung der präsynaptischen Calcium-Kanäle (geringere Ausschüttung erregender Transmitter wie Substanz P und Glutamat) mit Inhibition der synaptischen Erregungsüberleitung.

### Weitere Wirkungen/Nebenwirkungen
Oxymorphon verursacht wie auch Morphin Übelkeit, Erbrechen, Obstipation, Sedierung, Euphorie und/oder Dysphorie, Atemdepression, Muskelrigidität, Hemmung des Hustenzentrums, Miosis, Hypotonie, Bradykardie, Hautjucken sowie physische und psychische Abhängigkeit. Eine Überdosis kann durch intravenöse Gabe des Antidots Naloxon antagonisiert werden.

## Pharmakokinetik

### Absorption
Oxymorphon wird sowohl subkutan als auch intramuskulär sehr gut absorbiert. Die orale Bioverfügbarkeit beträgt nur etwa 10 %, da Oxymorphon nach oraler Gabe einem relativ hohen First-Pass-Effekt unterliegt. Die schlechte orale Bioverfügbarkeit erfordert trotz hoher therapeutischer Potenz entsprechend hohe Dosen.

### Metabolismus

Hauptmetabolit Oxymorphon-3-glucuronid

Oxymorphon ist ein Metabolit des Oxycodons, das ebenfalls als Medikament verwendet wird. Es entsteht CYP2D6-abhängig durch O-Demethylierung.
Oxymorphon wird trotz seiner strukturellen Verwandtschaft mit Morphin anders als dieses überwiegend durch die Uridindiphosphat-Glucuronosyl-Transferase (UGT), ein in der Leber gebildetes Enzym, metabolisiert. Es bildet wie auch Hydromorphon keine aktiven Metaboliten. Der Hauptmetabolit ist konjugiertes Oxymorphon, d. h., dass durch Ankopplung von Glucuronid an der phenolischen OH-Gruppe des dritten Kohlenstoffatoms, der Metabolit Oxymorphon-3-Glucuronid zu etwa 45 % gebildet wird, gefolgt von 6α-Oxymorphol (< 5 %), welches durch die Reduktion der Keto-Gruppe am 6er C-Atom verursacht wird. Diese Metaboliten werden über die Nieren ausgeschieden. Des Weiteren werden etwa 10 % freies Oxymorphon über den Urin ausgeschieden.

## Wechselwirkungen
Oxymorphon verstärkt die Wirkung von Stoffen, die auf das zentrale Nervensystem wirken. Dazu zählen Alkohol, Barbiturate, Sedativa, Anxiolytika und Neuroleptika.

## Sonstiges
Veretherung der 14-Hydroxygruppe lässt die analgetische Potenz stark ansteigen. 14-Methoxymorphon ist bis zu 40-mal potenter als Oxymorphon und zeigt im Tierversuch je nach Spezies und Testmethode die 130-800-fache Potenz von Morphin. Einführung einer 14-Phenylpropoxy-Gruppe und einer zusätzlichen 5-Methylgruppe führt zum 14β-Phenylpropoxymetopon, einem extrem potenten Analgetikum, das bis zu 24.000-mal potenter als Morphin und 2-mal potenter als Dihydroetorphin ist.